# Lobelia standleyi
Lobelia standleyi är en klockväxtart som beskrevs av Mcvaugh. Lobelia standleyi ingår i släktet lobelior, och familjen klockväxter.
Artens utbredningsområde är Guatemala. Inga underarter finns listade i Catalogue of Life.